# Liste der Bodendenkmale in Stendal
In der Liste der Bodendenkmale in Stendal sind alle Bodendenkmale der Stadt Stendal und ihrer Ortsteile aufgelistet. Grundlage ist die Veröffentlichung der Landesdenkmalliste mit Stand vom 25. Februar 2016. Die Baudenkmale sind in der Liste der Kulturdenkmale in Stendal aufgeführt.
| Denkmal-ID | Fundart             | Ortsteil        | Bezeichnung                                                     | Zeitstellung                | Lage                                                     | Bemerkungen | Bild |
| ---------- | ------------------- | --------------- | --------------------------------------------------------------- | --------------------------- | -------------------------------------------------------- | --- | ---- |
| 428310003  | Grabmal             | Borstel         | Gräberfelder (ohne Grabhügel)                                   | Römische Kaiserzeit (0–375) | nördlich ()                                              | Kein OBD. Keine Grabhügel vorhanden. |      |
| 428310082  | besonderer Stein    | Borstel         | Steinkreuz (Fragment)                                           | Neuzeit (ab ~1500)          | im Ort, Kirchhofsmauer (Lage)                            | In der Kirchhofsmauer verbaut. Erhaltung schlecht, mehrere witterungsbedingte frische Abplatzungen. Buntsandstein.                                                                                              |      |
| 428310008  | Befestigung > Burg  | Groß Schwechten | Burghügel „Krepe“, Niederungsburg                               | Mittelalter                 | südwestl. 1,2 km von Eichstedt (Lage)                    | Im Mittelalter zweithöchste Gerichtsstätte der Altmark (höchste Tangermünde). Durchmesser ca. 60 m, ca. 6–7 m hoch. Auf dem Hügel fand sich Ziegelbruch (Klosterformat).                                        |      |
| 428310007  | besonderer Stein    | Möringen        | Steinkreuz                                                      | Mittelalter                 | direkt an der Straße „Am Jägerweg“ (Lage)                | Anlage ist gut gepflegt |      |
| 428310011  | Befestigung > Burg  | Jarchau         | Burghügel (wohl Wasserburg)                                     | undatiert                   | Gutspark, Südwestecke des Dorfes (Lage)                  | Wohl Wasserburg, noch ca. 70 % erkennbar. Wassergräben vorhanden. Gut gepflegte Anlage. |      |
| 428310031  | Grabmal > Grabhügel | Insel           | Grabhügel (?) – kein OBD                                        | Bronzezeit                  | östl. Wittenmoor (Lage)                                  | Wohl kein Grabhügel, sondern natürliche Anhöhe. Auch im Umfeld kein Grabhügel. |      |
| 428310013  | Grabmal > Grabhügel | Klein Möringen  | Hügelgräberfeld (mehr als 15 Hügel)                             | Bronzezeit                  | im Walde, „Haidberg“, westl. (Lage)                      | Hügel weit verstreut Fpl.Nrn. 1–15. |      |
| 428310033  | Befestigung > Burg  | Peulingen       | Burghügel                                                       | Mittelalter                 | (Lage)                                                   | Kirche steht wohl auf einen Burghügel. Höchster Punkt im Ort. Nahe gelegene Straße ‚Am Burggraben‘. |      |
| 428310150  | Grabmal             | Staffelde       | Brandgräber, Körpergräber, ehemaliger Mühlenstandort – kein OBD | Vorrömische Eisenzeit       | Ortsrand, Mühlenberg ()                                  | Markante Anhöhe im Gelände. Mühle (vermutl. Bockwindmühle) ca. 1955 durch Sturm zerstört. Es sind noch Findlinge vorhanden, auf denen die Mühle gestanden haben soll.                                           |      |
| 428310151  | Befestigung         | Staffelde       | Befestigung, Gräberfeld, Siedlung – kein OBD                    | undatiert                   | südl., in einem Waldstück ()                             | Markante Anhöhe in einem kleinen Waldstück. Von der Lage her ein Fundplatz, Befestigung denkbar. |      |
| 428310017  | Grabmal > Grabhügel | Staffelde       | Hügelgräberfeld (mehr als 12 Hügel)                             | Bronzezeit                  | (Lage)                                                   | Grabhügel im Sommer z. T. schwer erkennbar (Bewuchs) |      |
| 428310021  | Befestigung > Wall  | Wahrburg        | Wallburg „Alte Burg“                                            | Mittelalter                 | Niederungslage, westl. (Lage)                            | Durch Überbauung (Bungalows/Gärten) keine Strukturen mehr erkennbar, nicht zugänglich. Früher auf einer kleinen Erhöhung mit Durchmesser von ca. 80–95 m, Wälle ca. 3–4 m hoch.                                 |      |
| 428310141  | besonderer Stein    | Uenglingen      | Schälchenstein                                                  | Bronzezeit                  | Belkauer Weg 14, Grundstücksecke ()                      | Findling mit mindestens 8 sauber gearbeiteten Vertiefungen (Schälchen). |      |
| 428310020  | Befestigung > Burg  | Uenglingen      | Burghügel                                                       | undatiert                   | ehem. Gutspark, Südostecke des Dorfes ()                 | Vermutlich komplett geschleift, nur noch als ‚sanfte‘, flache Bodenwelle vorhanden. keine Strukturen erkennbar. Früher auf der ‚Schweinewerde‘ noch ein ca. 2 m hoher Hügel mit einem Durchmesser von ca. 15 m. |      |
| 428310348  | Befestigung         | Uenglingen      | wohl Landwehr (Graben) ‚Der Mittelwall‘                         | undatiert                   | nordwestl. bis südwestl. des Ortes („Mittelwall“) (Lage) | Schmaler, tiefer Graben, im Norden komplett mit Wasser gefüllt und im Süden z. T. trocken. Durch zerfahrene Wege und starken Bewuchs kommt man kaum an den Graben heran.                                        |      |
| 428310057  | Befestigung         | Uenglingen      | Landwehr ‚Rietzgraben‘                                          | Mittelalter                 | südwestl. des Ortes („Rietzgraben“) ()                   | Wohl ca. über 2 km lang. Ca. 4 m breiter und relativ flacher Graben, z. T. stark bewachsen. Verlauf am Baumbestand erkennbar.                                                                                   |      |
| 428310035  | Befestigung > Burg  | Wittenmoor      | evtl. Wasserburg?, nach Karte                                   | Mittelalter                 | südl. am Fenn (Lage)                                     | Wohl kein OBD. Verlandete Senke (Kesselmoor), Ringgraben soll durch einen Erdfall entstanden sein. Ursprünglich wohl ein Todersee. In einem Naturschutzgebiet (ungezäuntes Privatgelände).                      |      |
| 428310022  | Grabmal > Grabhügel | Wittenmoor      | Grabhügel „Todtenberg“, (Warte?)                                | undatiert                   | südöstlich (Lage)                                        | Durchmesser ca. 40 m, Höhe bis ca. 4 m, stark getrichtert (wohl alte Störung). |      |